# Igor Tudor
Igor Tudor (n. 16 aprilie 1978, Split, RSF Iugoslavia) este un fotbalist croat retras din activitate, care a jucat pe post de fundaș central la echipe ca Juventus, Hajduk Split și Siena. Pe plan internațional, are prezențe la națională pentru Croația U-17⁠(d), Croația U-19⁠(d), Croația U-21⁠(d) și Croația. După încheierea carierei, a devenit antrenor, și antrenează în prezent pe Juventus Torino.
El este considerat a fi unul din cei mai buni fundași ai Croației din anii 1990-2005. Tudor și-a anunțat încheierea carierei de fotbalist pe 22 iulie 2008, la vârsta de 30 de ani.

## Goluri internaționale
| # | Data          | Stadion                  | Oponent  | Scor  | Rezultat | Competiția                                             |
| - | ------------- | ------------------------ | -------- | ----- | -------- | ------------------------------------------------------ |
| 1 | 21 June 2004  | Estádio da Luz, Lisabona | Anglia   | 2 – 3 | 2 – 4    | Euro 2004                                              |
| 2 | 30 March 2005 | Stadion Maksimir, Zagreb | Malta    | 3 – 0 | 3 – 0    | Calificările pentru Campionatul Mondial de Fotbal 2006 |
| 3 | 4 June 2005   | Vasil Levski, Sofia      | Bulgaria | 2 – 0 | 3 – 1    | Calificările pentru Campionatul Mondial de Fotbal 2006 |

## Statistici cariera de jucător
| Sezon   | Club         | Ligă      | Meciuri   | Goluri    | Meciuri       | Goluri        | Meciuri | Goluri | Meciuri | Goluri |
| Croația | Croația      | Croația   | Campionat | Campionat | Cupa Croației | Cupa Croației | Europa  | Europa | Total   | Total  |
| ------- | ------------ | --------- | --------- | --------- | ------------- | ------------- | ------- | ------ | ------- | ------ |
| 1995-96 | Hajduk Split | Prva HNL  | 9         | 0         |               |               |         |        |         |        |
| 1995-96 | HNK Trogir   | Treća HNL | 5         | 1         |               |               |         |        |         |        |
| 1996-97 | Hajduk Split | Prva HNL  | 23        | 1         |               |               | 3       | 0      | 26      | 1      |
| 1997-98 | Hajduk Split | Prva HNL  | 26        | 4         |               |               | 5       | 1      | 31      | 5      |
| Italia  | Italia       | Italia    | Campionat | Campionat | Coppa Italia  | Coppa Italia  | Europa  | Europa | Total   | Total  |
| 1998-99 | Juventus     | Serie A   | 23        | 1         |               |               | 6       | 0      | 28      | 1      |
| 1999-00 | Juventus     | Serie A   | 17        | 1         |               |               | 5       | 1      | 22      | 2      |
| 2000-01 | Juventus     | Serie A   | 25        | 6         |               |               | 5       | 1      | 30      | 7      |
| 2001-02 | Juventus     | Serie A   | 14        | 4         |               |               | 6       | 2      | 21      | 11     |
| 2002-03 | Juventus     | Serie A   | 14        | 1         |               |               | 11      | 1      | 25      | 2      |
| 2003-04 | Juventus     | Serie A   | 15        | 2         | 1             | 0             | 5       | 0      | 21      | 2      |
| 2004-05 | Juventus     | Serie A   | 3         | 0         |               |               | 1       | 0      | 4       | 0      |
| 2004-05 | Siena        | Serie A   | 15        | 1         |               |               |         |        |         |        |
| 2005-06 | Siena        | Serie A   | 24        | 1         |               |               |         |        |         |        |
| 2006-07 | Juventus     | Serie B   | 0         | 0         |               |               |         |        |         |        |
| Croatia | Croatia      | Croatia   | Campionat | Campionat | Cupa Croației | Cupa Croației | Europa  | Europa | Total   | Total  |
| 2007-08 | Hajduk Split | Prva HNL  | 8         | 1         |               |               |         |        |         |        |
| 2008-09 | Hajduk Split | Prva HNL  | 0         | 0         |               |               |         |        |         |        |
| Total   | Croatia      | Croatia   | 71        | 7         |               |               |         |        |         |        |
| Total   | Italia       | Italia    | 151       | 17        |               |               |         |        |         |        |
| Total   | Total        |           | 222       | 24        | 1             | 0             | 42      | 5      | 258     | 24     |

## Statistici antrenorat
La 18 mai 2025.
| Echipa        | Țara    | Început            | Sfârșit           | Record | Record | Record | Record | Record | Record | Record | Record     |
| Echipa        | Țara    | Început            | Sfârșit           | M      | V      | E      | Î      | GM     | GP     | Glv.   | Victorii % |
| ------------- | ------- | ------------------ | ----------------- | ------ | ------ | ------ | ------ | ------ | ------ | ------ | ---------- |
| Hajduk Split  | Croația | 29 aprilie 2013    | 4 februarie 2015  | 78     | 35     | 21     | 22     | 132    | 105    | +27    | 44,87      |
| PAOK          | Grecia  | 18 iunie 2015      | 9 martie 2016     | 45     | 17     | 17     | 11     | 68     | 45     | +23    | 37,78      |
| Karabükspor   | Turcia  | 18 iunie 2016      | 15 februarie 2017 | 21     | 8      | 3      | 10     | 27     | 33     | −6     | 38,1       |
| Galatasaray   | Turcia  | 15 februarie 2017  | 18 decembrie 2017 | 34     | 19     | 4      | 11     | 67     | 47     | +20    | 55,88      |
| Udinese       | Italia  | 24 aprilie 2018    | 7 iunie 2018      | 4      | 2      | 1      | 1      | 5      | 7      | −2     | 50         |
| Udinese       | Italia  | 20 martie 2019     | 1 noiembrie 2019  | 22     | 9      | 4      | 9      | 23     | 31     | −8     | 40,91      |
| Hajduk Split  | Croația | 2 ianuarie 2020    | 21 august 2020    | 18     | 9      | 1      | 8      | 32     | 24     | +8     | 50         |
| Hellas Verona | Italia  | 14 septembrie 2021 | 28 mai 2022       | 36     | 14     | 11     | 11     | 65     | 56     | +9     | 38,89      |
| Marseille     | Franța  | 4 iulie 2022       | 1 iunie 2023      | 48     | 27     | 8      | 13     | 82     | 51     | +31    | 56,25      |
| Lazio         | Italia  | 18 martie 2024     | 6 iunie 2024      | 11     | 6      | 3      | 2      | 15     | 9      | +6     | 54,55      |
| Juventus      | Italia  | 23 martie 2025     | Prezent           | 8      | 4      | 3      | 1      | 10     | 5      | +5     | 50         |
| Total         | Total   | Total              | Total             | 325    | 150    | 76     | 99     | 526    | 413    | +113   | 46,15      |

## Palmares

### Jucător
Juventus
- Serie A (2): 2001–02, 2002–03
- Serie B (1): 2006–07
- Coppa Italia

Finalist: 2001–02
- Supercoppa Italiana (2): 2002, 2003
- Liga Campionilor UEFA

Finalist: 2002–03
- Cupa UEFA Intertoto (1): 1999

 Croația
- Campionatul Mondial de Fotbal:

Locul 3: 1998

### Antrenor
Hajduk Split
- Cupa Croației (1): 2012–13
- Supercupa Croației

Finalist: 2013